# Алеев, Юрий Глебович
Юрий Глебович Алеев (26 апреля 1926, Шуя, Ивановская область — 12 декабря 1991) — советский ихтиолог, биоморфолог, эколог. Доктор биологических наук, профессор.

## Биография
После окончания Московского технического института рыбной промышленности и хозяйства в 1950 году распределён на работу в Азово-Черноморский НИИ морского рыбного хозяйства и океанографии. Через два года стал одним из первых аспирантов Севастопольской биологической станции АН СССР. Впоследствии директор станции В. А. Водяницкий отмечал «последовательный путь молодого ученого, взявшего прямо с аспирантуры правильный старт специализации».
В 1954 году защитил кандидатскую диссертацию «Ставриды (Trachurus) морей СССР», а в 1963 году — докторскую диссертацию «Функциональные основы внешнего строения рыбы», удостоившуюся высокой оценки известного ихтиолога И. Ф. Правдина. В том же году станция была реорганизована в Институт биологии южных морей им. А. О. Ковалевского, а Алеев возглавил в новом институте отдел нектона. Работы отдела были обобщены в изданной в 1976 году монографии Алеева «Нектон», в следующем году опубликованной на английском языке и привлекшей внимание зарубежных учёных.
В 1980 году выступил за реорганизацию отдела нектона в отдел теории жизненных форм, что и было сделано. В 1986 году выпустил монографию «Экоморфология», где обобщил и развил существовавшие в то время взгляды в области экологической морфологии — направления биологии, изучающего разнообразие жизненных форм (экоморф).

## Научная деятельность
Научные интересы Алеева были сосредоточены последовательно в области биогидродинамической морфологии рыб, нектонологии (обосновал зависимость морфологического развития нектона от гидродинамики среды) и экологической морфологии (разработал фундаментальную эколого-морфологическую классификацию живых организмов, изучение которой, в частности, входит в программу учебных курсов по биологии и экологии).